# Profecia autofrustrada
Una profecia autofrustrada és, al contrari d'una profecia autorrealitzada; una predicció que, una vegada feta, és ella mateixa la causa que no es compleixi.
Un exemple de profecia autofrustrada és el següent:
Un grup de nois està estudiant i de cop i volta un diu:
- Impossible, per demà no ho haurem estudiat tot i, per tant, suspendrem.
Si aquesta proposició porta a una estimulació del grup i en conseqüència estudien més i, per tant, aproven estarem davant d'una profecia autofrustrada, ja que l'afirmació va despertar els comportaments necessaris per falsar-la. En canvi, si aquesta afirmació hagués portat al desànim i haguessin deixat d'estudiar estariem davant d'una profecia autorrealitzada.